# San Gregorio nelle Alpi
San Gregorio nelle Alpi je italská obec v provincii Belluno v oblasti Benátsko.
V roce 2013 zde žilo 1 614 obyvatel.

## Sousední obce
Cesiomaggiore, Santa Giustina, Sospirolo

## Vývoj počtu obyvatel
Zdroj: 